# Dolby

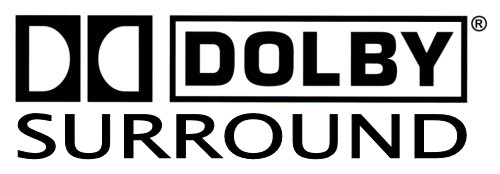
Logo van Dolby Surround, een product van Dolby

Dolby Laboratories, Inc. (Dolby Labs, NYSE: DLB) is een bedrijf dat is gespecialiseerd in audiocompressie en weergave.
Dolby Labs werd opgericht door Ray Dolby in Engeland in 1965. In 1976 verplaatste hij het bedrijf naar de Verenigde Staten.

## Het begin
Het eerste product was Type A Dolby Noise Reduction, een eenvoudige compressor, die ervoor zorgde dat zachte geluidspassages tijdens de opname meer versterkt werden dan luide geluidspassages (frequentieafhankelijk). Bij de weergave werd dit juist weer omgekeerd. Dit zorgde ervoor dat de luisteraar minder ruis waarnam.
Een belangrijk voordeel van Dolby's compressor ten opzichte van de technieken van concurrenten was dat deze alleen in werking trad bij geluiden die anders zouden worden gemaskeerd door de ruis eigen aan bandrecordertape. Dolby verkocht het product aan platenmaatschappijen. In 1968 ontwikkelde Dolby een versie (type B) voor de consumentenmarkt. Hij verkocht niet rechtstreeks aan particulieren maar gaf producenten tegen een vergoeding het recht van zijn patent gebruik te maken.

## Ruisonderdrukking bij compactcassettes
Alle ruisonderdrukkingstechnologie van Dolby is gebaseerd op compressie bij de opname en decompressie bij het afspelen. Dolby ontwikkelde ook verbeterde versies van Dolby A voor compactcassettes:
- Dolby B
- Dolby C
- Dolby S

Dolby C is nooit sterk doorgebroken, maar Dolby B was een groot succes.
Dolby S kwam aan het einde van het cassettetijdperk en was daardoor relatief onbekend.

## Filmgeluid
Dolby ontwikkelde ook manieren om filmgeluid te verbeteren, de eerste film met Dolby-sound was Stanley Kubricks film A Clockwork Orange (1971). In minder dan tien jaar tijd werd het nieuwe geluidsysteem in meer dan 6000 bioscopen over de hele wereld gebruikt. In een gewijzigde vorm wordt dit systeem ook gebruikt bij huiskamertoepassingen zoals Dolby Pro Logic.
Meer recent heeft Dolby ook Dolby Pro Logic II ontwikkeld. Hiermee wordt een analoog tweekanaals signaal omgezet in volledig 5.1. Hiermee kan men standaardstereogeluid beter laten klinken en men kan geluid dat gemaakt is voor Pro Logic II omzetten in perfect surround. Dit wordt gebruikt bij onder andere veel spelcomputers, zoals de Nintendo GameCube en de Wii.
Een verdere ontwikkeling was Dolby Digital, dat voor het eerst werd toegepast in de film Batman Returns uit 1992.
Dolby Digital maakt ook deel uit van de dvd-, DVB- en ATSC-standaarden voor digitale televisie en HDTV.

## Het nieuwe certificeringsprogramma voor audiohardware
In het eerste kwartaal van 2008 maakte Dolby weer nieuwe keurmerken bekend, te weten Dolby Master Studios, Dolby Home Theater en Dolby Sound Room.
- Dolby Master Studios is bedoeld voor de echte liefhebber van surround sound, met ondersteuning voor maximale opstelling van zeven tweeters en één subwoofer.
- Dolby Home Theater is (zoals de naam al aangeeft) bedoeld voor in de Home Theater-markt. Met ondersteuning voor Pro Logic IIx, waarmee elke stereobron naar 7.1-, 6.1- of 5.1-surroundopstelling kan worden geconverteerd.
- Dolby Sound Room is bedoeld voor een stereo-opstelling. Met virtual-speaker-technologie kan Dolby Sound Room alsnog surround sound creëren via een stereo-opstelling.

## Software
Dolby heeft ook de Control Center-software ontwikkeld om samen met de audiohardware verschillende geluidsbewerkende-effecten aan het eindgeluid toe te voegen als een sound space expander en een filter om de weergave van lage tonen te versterken.